# Vượt chướng ngại vật tại Đại hội Thể thao Đông Nam Á 2023
Vượt chướng ngại vật  là một trong những môn thể thao được tranh tài tại Đại hội Thể thao Đông Nam Á 2023 ở Campuchia. Môn Vượt chướng ngại vật tại SEA Games 32 diễn ra từ ngày 03 tới ngày 07 tháng 05 năm 2023 tại Trung tâm Hội nghị Chroy Changvar.
Đường đua Vượt chướng ngại vật là một đường chạy thẳng dài 100 mét với mười hai (12) chướng ngại vật có vạch xuất phát (bệ nâng) và vạch đích (còi báo):
- Đường zigzag
- Đu xà qua sông
- Tường 1,5 m
- Dầm cân bằng
- Giàn bánh xe
- Tường 2m
- Đảo bậc thang
- rings
- Trườn thấp
- Móc trên vách đá
- Xích đu Tarzan
- Tường sóng

## Nội dung thi đấu
Sẽ có bốn (04) nội dung Vượt chướng ngại vật 100m, cụ thể là:
- Cá nhân, Nam 
- Cá nhân, Nữ
- Tiếp sức đồng đội, Tất cả nam, 4 thành viên
- Tiếp sức đồng đội, tất cả nữ, 4 thành viên.

## Chương trình thi đấu
| Ngày       | Thời gian    | Giới tính | Nội dung | Giai đoạn |
| ---------- | ------------ | --------- | -------- | --------- |
| 03 tháng 5 | 08:00 -17:00 | Nữ        | Cá nhân  | Vòng loại |
| 03 tháng 5 | 08:00 -17:00 | Nam       | Cá nhân  | Vòng loại |
| 04 tháng 5 | 08:00 -12:00 | Nữ        | Đồng đội | Vòng loại |
| 04 tháng 5 | 08:00 -12:00 | Nam       | Đồng đội | Vòng loại |
| 06 tháng 5 | 08:00 -12:00 | Nam & Nữ  | Cá nhân  | Vòng loại |
| 07 tháng 5 | 08:00 -12:00 | Nam & Nữ  | Đồng đội | Vòng loại |

## Các huy chương

### Bảng huy chương
| Hạng               | Đoàn               | Vàng | Bạc | Đồng | Tổng số |
| ------------------ | ------------------ | ---- | --- | ---- | ------- |
| 1                  | Philippines (PHI)  | 4    | 2   | 0    | 6       |
| 2                  | Malaysia (MAS)     | 0    | 1   | 3    | 4       |
| 3                  | Indonesia (INA)    | 0    | 1   | 2    | 3       |
| 4                  | Campuchia (CAM)    | 0    | 0   | 1    | 1       |
| Tổng số (4 đơn vị) | Tổng số (4 đơn vị) | 4    | 4   | 6    | 14      |

### Danh sách huy chương
| Sự kiện      | Vàng | Bạc                                                                                            | Đồng                                                                                         |                                        |
| ------------ | --- | ---------------------------------------------------------------------------------------------- | -------------------------------------------------------------------------------------------- | -------------------------------------- |
| Cá nhân nam  | Mark Julius Rodelas · Philippines                                                                       | Kevin Dador Pascua · Philippines                                                               | Yoong Wei Theng · Malaysia                                                                   | Yoong Wei Theng · Malaysia             |
| Cá nhân nam  | Mark Julius Rodelas · Philippines                                                                       | Kevin Dador Pascua · Philippines                                                               | Ol Saoheng · Campuchia                                                                       |                                        |
| Đồng đội nam | Philippines · Ahgie Brina Radan · Elias Gahi Tabac · Jose Mari Miranda De Castrc · Mervin Maligg Guarte | Malaysia · Ghalib Mohamad Azimi · Mohd Redha Rozlan · Nuur Hafis Said Alwi · Yoong Wei Theng   | Indonesia · Angga Cahya · Fahrun · Panji Mohamad Paisal · Putra Waluya Nuryayi               |                                        |
| Cá nhân nữ   | Precious Satarain · Philippines                                                                         | Kaizen Cipriano · Philippines                                                                  | Anggun Yolanda Samsul Hadi · Indonesia                                                       | Anggun Yolanda Samsul Hadi · Indonesia |
| Cá nhân nữ   | Precious Satarain · Philippines                                                                         | Kaizen Cipriano · Philippines                                                                  | Wan Atirah Hidayah Ahmad Fuzli · Malaysia                                                    |                                        |
| Đồng đội nữ  | Philippines · Marites Nocyao · Mecca Cortizano · Milky Mae Tejares · Sandi Menchi Abahan                | Indonesia · Anggun Yolanda Samsul Hadi · Ayu Puspita Sari · Mudji Mulyani · Rahmayuna Fadillah | Malaysia · Ong Sher Lyn · Tan Sui Lin Renee · Wan Athirah Hidayah Ahmad Fuzli · Yip Hui Teng |                                        |